# Kanton Saint-Benin-d’Azy
Der Kanton Saint-Benin-d’Azy war bis 2015 ein französischer Wahlkreis im Arrondissement Nevers, im Département Nièvre und in der Region Burgund; sein Hauptort war Saint-Benin-d’Azy, Vertreter im Generalrat des Départements war zuletzt von 2008 bis 2015 Jean-Luc Gauthier. 
Der Kanton war 349,74 km² groß und hatte 5509 Einwohner (Stand: 1. Januar 2012). Er lag im Mittel auf 259 Meter über dem Meeresspiegel, zwischen 182 m in La Fermeté und 441 m in Saint-Sulpice. 

## Gemeinden
Der Kanton bestand aus 16 Gemeinden:
| Gemeinde               | Einwohner Jahr | Fläche km² | Bevölkerungsdichte | Code INSEE | Postleitzahl |
| ---------------------- | -------------- | ---------- | ------------------ | ---------- | ------------ |
| Anlezy                 | 271 (2013)     | –          | – Einw./km²        | 58006      | 58270        |
| Beaumont-Sardolles     | 125 (2013)     | –          | – Einw./km²        | 58028      | 58270        |
| Billy-Chevannes        | 355 (2013)     | –          | – Einw./km²        | 58031      | 58270        |
| Cizely                 | 63 (2013)      | –          | – Einw./km²        | 58078      | 58270        |
| Diennes-Aubigny        | 102 (2013)     | –          | – Einw./km²        | 58097      | 58340        |
| La Fermeté             | 691 (2013)     | –          | – Einw./km²        | 58112      | 58160        |
| Fertrève               | 133 (2013)     | –          | – Einw./km²        | 58113      | 58270        |
| Frasnay-Reugny         | 80 (2013)      | –          | – Einw./km²        | 58119      | 58270        |
| Limon                  | 156 (2013)     | –          | – Einw./km²        | 58143      | 58270        |
| Montigny-aux-Amognes   | 578 (2013)     | –          | – Einw./km²        | 58176      | 58130        |
| Saint-Benin-d’Azy      | 1.306 (2013)   | –          | – Einw./km²        | 58232      | 58270        |
| Saint-Firmin           | 170 (2013)     | –          | – Einw./km²        | 58239      | 58270        |
| Saint-Jean-aux-Amognes | 516 (2013)     | –          | – Einw./km²        | 58247      | 58270        |
| Saint-Sulpice          | 436 (2013)     | –          | – Einw./km²        | 58269      | 58270        |
| Trois-Vèvres           | 238 (2013)     | –          | – Einw./km²        | 58297      | 58260        |
| Ville-Langy            | 292 (2013)     | –          | – Einw./km²        | 58311      | 58270        |

## Bevölkerungsentwicklung
| 1962  | 1968  | 1975  | 1982  | 1990  | 1999  | 2006  |
| ----- | ----- | ----- | ----- | ----- | ----- | ----- |
| 5.107 | 5.463 | 4.908 | 4.872 | 5.110 | 5.023 | 5.297 |